# José Meza Rubio
José Meza Rubio es un político y empresario chileno.
Milita en el Partido por la Democracia (PPD), con antepasado en el Partido Socialista (PS). Ostenta el cargo de alcalde de la comuna de Penco (población de 46.000 habitantes), Chile, en dos oportunidades; estando al frente de la comuna pencona de 1963 a 1966 y de 1970 a 1973.
Es actualmente el representante legal de una empresa de locomoción colectiva entre Lirquén y Concepción, llamada Ruta las Playas, cuyo terminal de buses se ubica en dicha localidad.